# Térra
Pour les articles homonymes, voir Terra.
Térra (grec moderne : Τέρρα) est un village de Chypre de plus de 36 habitants.